# Грахаль-де-Кампос
Грахаль-де-Кампос (ісп. Grajal de Campos) — муніципалітет в Іспанії, у складі автономної спільноти Кастилія-і-Леон, у провінції Леон. Населення — 246 осіб (2010).
Муніципалітет розташований на відстані близько 240 км на північний захід від Мадрида, 55 км на південний схід від Леона.

## Демографія
Динаміка населення (INE ):

## Галерея зображень

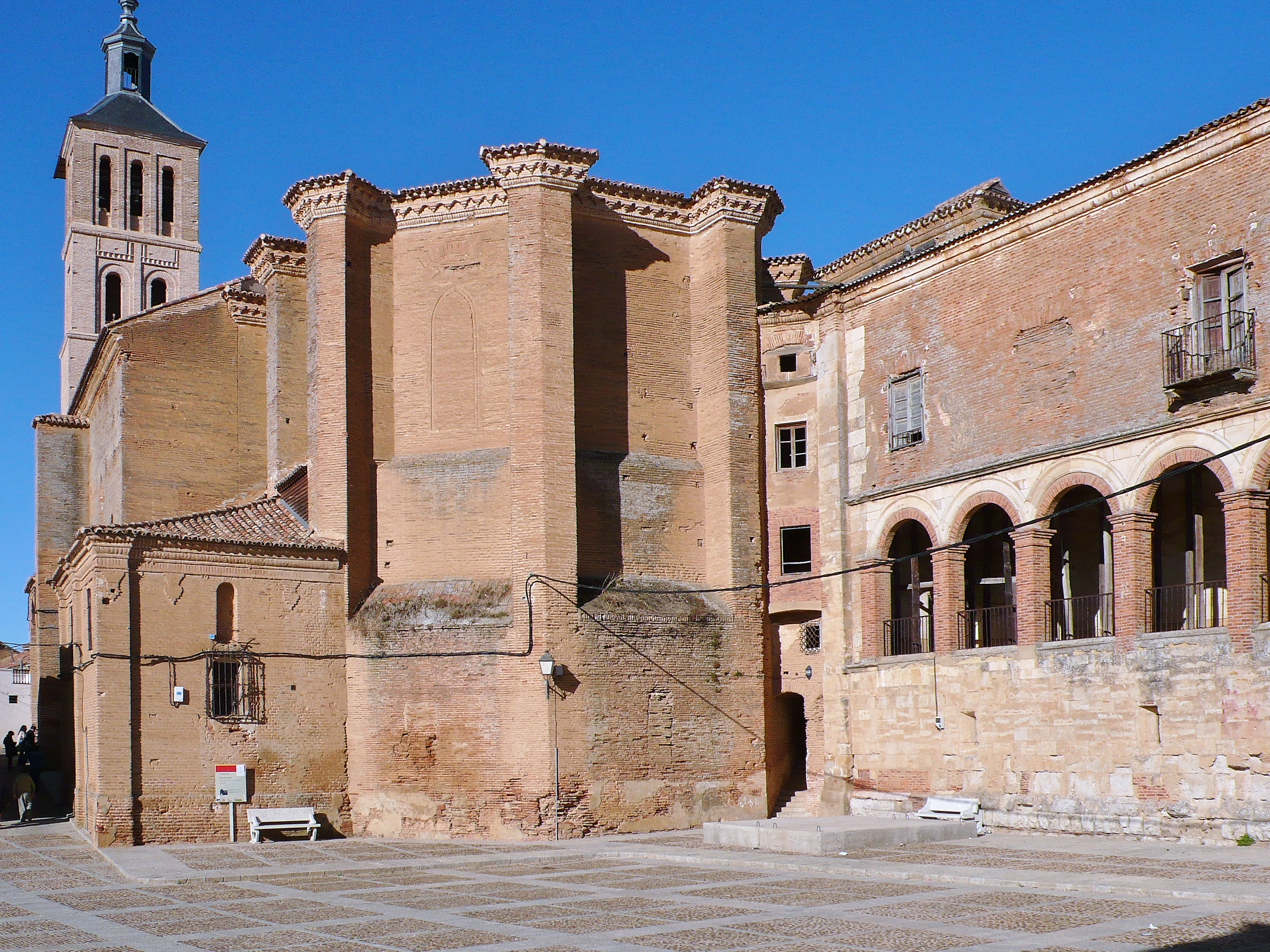
Центральна площа